# Nazaré (Portugália)
Nazaré község és település Portugáliában, Oeste szubrégióban, Leiria kerületben fekszik. A település területe 82,43 négyzetkilométer.  Nazaré lakossága 15 158 fő volt a 2011-es adatok alapján. A településen a népsűrűség 180 fő/ négyzetkilométer. A település jelenlegi vezetője Walter Chicharro. A község a portugál Ezüstpart (portugálul: Costa de Prata) egyik legnépszerűbb települése. A település napja szeptember 8-án van, amikor a vallási Festas da Nazaré fesztivált is megrendezik, amelyhez bikaviadalok, tűzijáték, néptánc előadások és búcsú kapcsolódik. A város három fő részből áll: Praia a tengerparti rész, Sítio egy régi falu egy szikla tetején, míg  Prederneia egy másik régi falu, amely szintén egy magaslaton fekszik. Praiát és Sítiót fogaskerekű vasút köti össze.
A község három települést foglal magába:
- Famalicão
- Nazaré és
- Valado dos Frades.

## Története
A nazaréi legenda szerint a név eredete egy Szűz Máriáról készült kis, faszobortól származik (a Fekete Madonna), amit egy szerzetes hozott a 4. században a szentföldi Názáretből a Méridához közeli spanyol kolostorba. Egy Romano nevű másik barát hozta át a szobrot a vizigót király, Roderick társaságában 711-ben. A szerzetes egy tenger feletti sziklában lévő barlangban élt és huny t el. Halála után, a barátok kívánságának megfelelően a király a barlangban temették el őt. Roderic e barlangban, egy oltáron hagyta a Fekete Madonnát. Innen az eredethez hasonló városnév.
A két legrégebbi település Pederneira és Sítio voltak, a tengerparttól fentebb eső részeken. Sítio templomát 1182-ben építették a part menti sziklafalban lévő barlang fölé annak tiszteletéül, hogy Szűz mária csodálatos módon megállította a köd által takart sziklafal vége előtt a 12. századi lovag, Dom Fuas Roupinho lovát, mikor ő üldözőbe vett egy vadászat alkalmával egy szarvast. Ennek emlékéül emelték az emlékezés kápolnáját (Capela da Memória) a kis barlang fölötti részen. A Pedernalia-öböl fölé magasodó templom sokáig szolgált tájékozódási pontként az errefelé hajózók számára.
1377-ben I. Ferdinánd portugál király egy új templomot építtetett itt, melyet a 16., majd a 19. század során is jelentősen átépítettek. A Nossa Senhora da Nazaré templom gazdagon díszített, barokk stílusjegyeket viselő épület, melynek belső részét csempézett falak alkotják.

## Idegenforgalom
A települést, mint képeslapra illő, idilli tengerparti üdülőhelyet reklámozzák nemzetközileg, melyet alátámaszt az óceán partján hosszan elterülő homokos tengerpartja is, melyet számos látogató keres fel nyaranta.

## Szörfölés
2011 novemberében a havaii szörföző, Garrett McNamara meglovagolt egy 23,8 méter magas hullámot, mely rekordnak számít a feljegyzések szerint. 2013. január 28-án McNamara ismét visszatért, hogy újabb rekordot állítson fel itt, ám ennek hitelesítése még zajlik.

## Testvértelepülések
Nazaré testvértelepülései a következők:  
- Badajoz, Extremadura, Spanyolország
- Nogent-sur-Marne, Val-de-Marne, Franciaország

## Fordítás
Ez a szócikk részben vagy egészben  a   Nazaré, Portugal című angol Wikipédia-szócikk ezen változatának fordításán alapul.  Az eredeti cikk szerkesztőit annak laptörténete sorolja fel. Ez a jelzés csupán a megfogalmazás eredetét és a szerzői jogokat jelzi, nem szolgál a cikkben szereplő információk forrásmegjelöléseként.